# Uličské Krivé

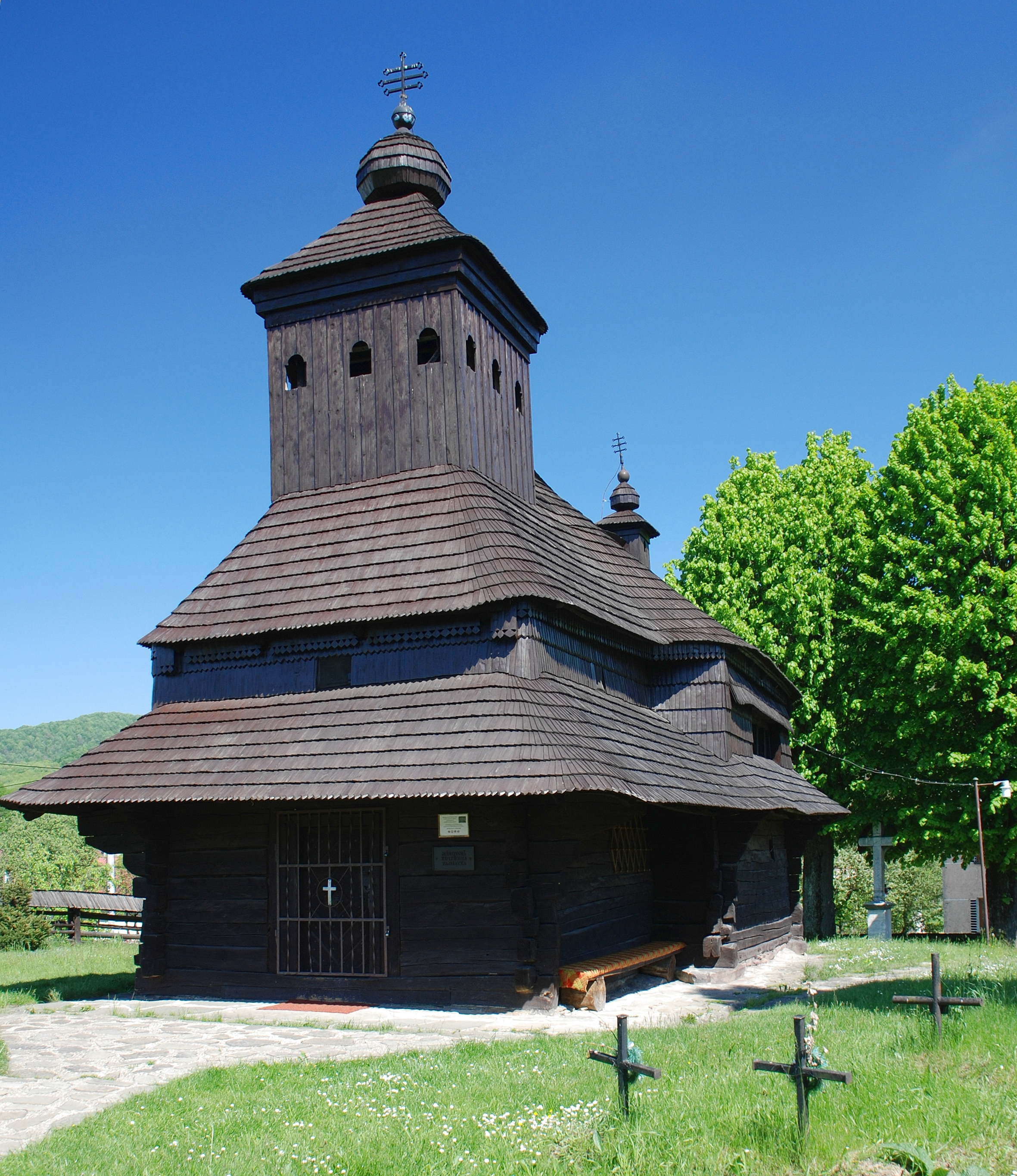
Cerkiew św. Michała Archanioła

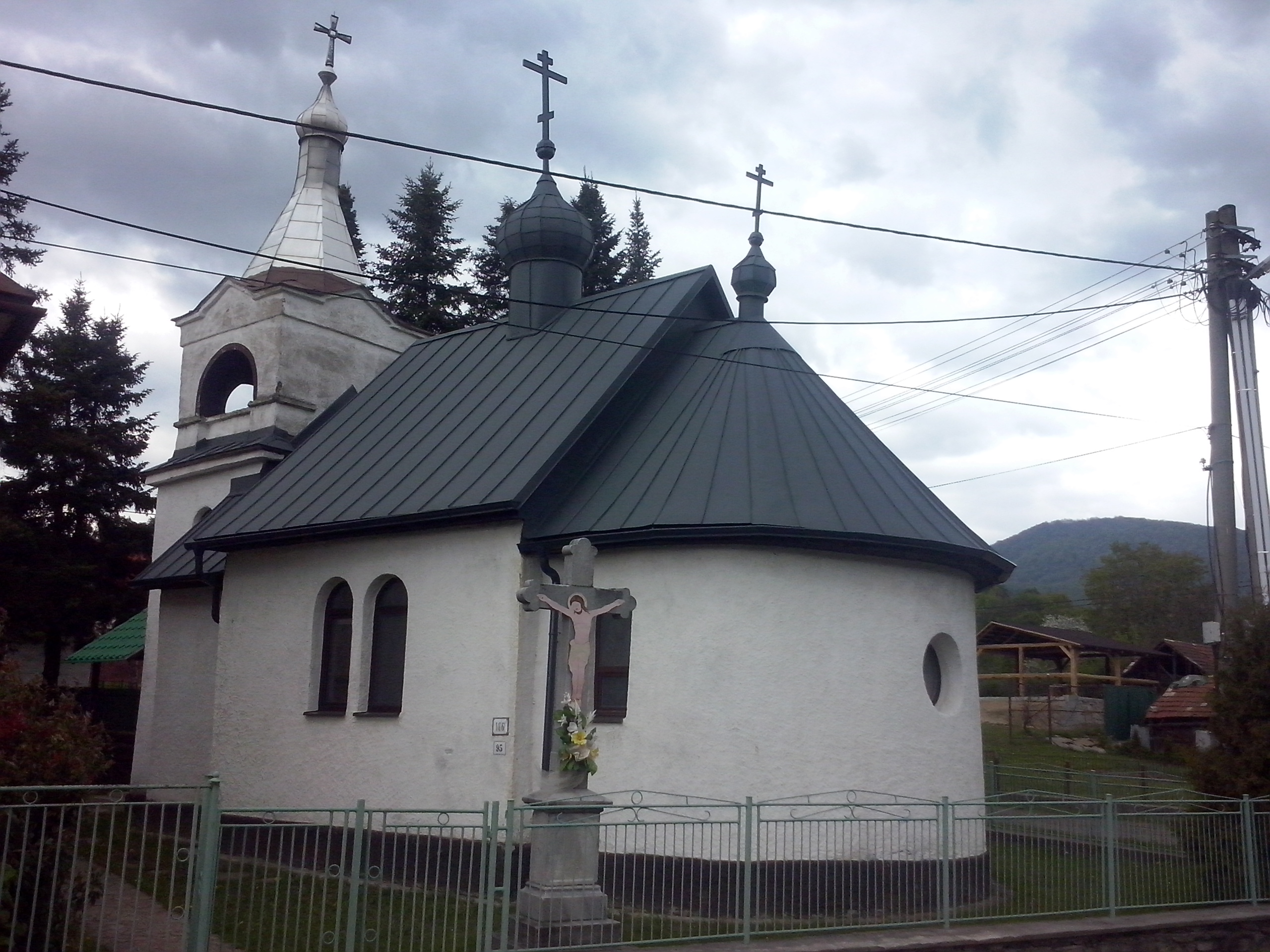
Cerkiew prawosławna Narodzenia Przenajświętszej Bogurodzicy

Uličské Krivé (węg. Görbeszeg, rus. Уліцьке Криве – Ulićke Kryve) – wieś (obec) na Słowacji położona w kraju preszowskim, w powiecie Snina.
W miejscowości znajduje się zabytkowa drewniana cerkiew greckokatolicka św. Michała Archanioła i prawosławna murowana Narodzenia Przenajświętszej Bogurodzicy .

## Historia
Pierwsze wzmianki o miejscowości pochodzą z roku 1478.

## Ludność
Według danych z dnia 31 grudnia 2012, wieś zamieszkiwało 258 osób, w tym 131 kobiet i 127 mężczyzn.
W 2001 roku rozkład populacji względem narodowości i przynależności etnicznej wyglądał następująco:
- Słowacy – 81,25%
- Czesi – 0,69%
- Rusini – 14,93%
- Ukraińcy – 2,78%

Ze względu na wyznawaną religię struktura mieszkańców kształtowała się w 2001 roku następująco:
- Katolicy rzymscy – 1,39%
- Grekokatolicy – 69,1%
- Prawosławni – 24,65%
- Ateiści – 4,17%
- Przedstawiciele innych wyznań – 0,35%

## Zabytki
- Drewniana cerkiew greckokatolicka św. Michała Archanioła z 1718 roku. Jest to bardzo cenny obiekt architektury drewnianej o unikatowej konstrukcji nie tylko na Słowacji, ale i w całych Karpatach.